# Aamby Valley Asian Masters
De Aamby Valley Asian Masters was een golftoernooi in India dat deel uitmaakte van de Aziatische PGA Tour.
De enige editie van dit toernooi werd van 11-14 mei 2006 gespeeld op de Aamby Valley Golf Club in Mumbai. Het prijzengeld was US$ 400.000 en de winnaar was Hendrik Buhrmann.
In hetzelfde jaar werd ook de Hero Honda Indian Open in India gespeeld.